# Ichalkaranji
Ichalkaranji é uma cidade  no distrito de Kolhapur, no estado indiano de Maharashtra.

## Geografia
Ichalkaranji está localizada a 16° 42′ N, 74° 28′ L. Tem uma altitude média de 539 metros (1768 pés).

## Demografia
Segundo o censo de 2001, Ichalkaranji tinha uma população de 257,572 habitantes. Os indivíduos do sexo masculino constituem 53% da população e os do sexo feminino 47%. Ichalkaranji tem uma taxa de literacia de 73%, superior à média nacional de 59.5%: a literacia no sexo masculino é de 80% e no sexo feminino é de 66%. Em Ichalkaranji, 13% da população está abaixo dos 6 anos de idade.